# Einheitsfrontlied

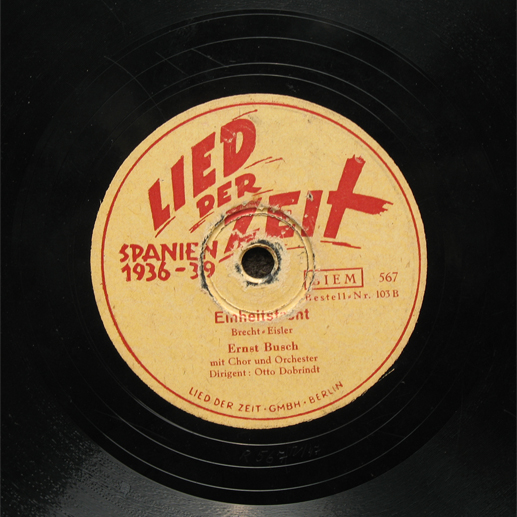
Plattenlabel: Einheitsfront, 1950

Das Einheitsfrontlied („Und weil der Mensch ein Mensch ist …“) ist eines der bekanntesten Lieder der deutschen Arbeiterbewegung. Es wurde von Bertolt Brecht (Text) und Hanns Eisler (Musik) geschrieben. Bekannt wurde es durch die Interpretation Ernst Buschs.

## Entstehung
Das Lied entstand Ende 1934 auf Bitte von Erwin Piscator für die Erste Internationale Musikolympiade 1935 in Straßburg, wurde dort uraufgeführt und von 3000 Arbeitersängern vorgetragen. Gedruckt erschien es erstmals 1937 während des Spanischen Bürgerkrieges in Madrid als Lied von der Einheitsfront, herausgegeben von Ernst Busch.  Die Musikolympiade war von Auseinandersetzungen zwischen Kommunisten und Sozialdemokraten geprägt, trotz des bekundeten Willens, der sich in dieser Komposition äußert.

## Hintergrund
Das Lied entstand vor dem Hintergrund der Zustände der Arbeiterbewegung in der Weimarer Republik und den ersten Jahren nach 1933. Seit der Trennung der deutschen Arbeiterparteien 1917 bestand ein tiefer Gegensatz zwischen der SPD, die in der Weimarer Republik eine staatstragende Position vertrat, und der KPD, die diese Regierungsform fundamental ablehnte. Entsprechend der von der Komintern vorgegebenen Strategie wurden die Sozialdemokraten als „Sozialfaschisten“ diffamiert. Nach der Machtergreifung der Nationalsozialisten und dem Verbot von SPD und KPD wurden Stimmen lauter – darunter auch von Bertolt Brecht –, dass nur eine Einheitsfront aus Kommunisten und Sozialdemokraten eine Chance habe gegen den Nationalsozialismus noch etwas auszurichten.

## Liedtext
Der Liedtext besteht aus vier Strophen und einem Refrain zu je vier Zeilen.
Brecht erinnert im Text an die grundlegende Stellung der Proletarier unter kapitalistischen Produktionsbedingungen und hebt die einenden Interessen („Und weil der Mensch ein Mensch ist“) hervor. Kommunistisch und sozialdemokratisch orientierte Arbeiter sollten so von den jahrelangen Grabenkämpfen gegeneinander abgebracht werden und einen gemeinsamen Gegner, den Faschismus, erkennen, der nur gemeinsam in der Einheitsfront besiegt werden kann.
Drum links, zwei, drei! Drum links, zwei, drei!
Wo dein Platz, Genosse, ist!
Reih dich ein in die Arbeitereinheitsfront,
weil du auch ein Arbeiter bist.

## Komposition
Das Einheitsfrontlied ist, gemessen an anderen Eislerschen Kompositionen, recht schlicht gehalten, sodass es ohne große Probleme auch von musikalisch nicht ausgebildeten Menschen gesungen werden kann. Die erste Version weist Merkmale typischer Tendenzlieder, wie den marschartigen Takt und den Massengesang auf. 1948 verfasste Eisler eine zweite, sinfonische Fassung, mit der er sich von dem durch den Faschismus negativ konnotierten Marsch abgrenzen wollte. Ernst Busch verwendete diese Version für die Aufnahme im Rahmen seines Aurora-Projekts. Dies kann als Bezugnahme zum in der Frühzeit der DDR entstehenden Klassikmythos gewertet werden. Eisler schrieb 1935 an Marcel Rubin: „Dieses Lied soll sehr einfach gesungen werden. Keine Brüller, kein falsches militantes Geschrei!!! Nicht zu rasch! Nicht zu langsam!“

## Übersetzungen und Coverversionen
Leyb Rozental schrieb im Ghetto von Wilna eine jiddische Version von dem Lied (עס האָט אונדז דאָס לעבן גערופן, …).
Eine Coverversion dieses Liedes ist auf dem 1977 erschienenen Album Hannes Wader singt Arbeiterlieder des gleichnamigen Künstlers enthalten. 1973 spielten Brötzmann/Van Hove/Bennink eine Freejazz-Version ein.
Auch die linksalternative Rockband Ton Steine Scherben spielte das Einheitsfrontlied, in leicht veränderter Fassung im Anhang an das Stück Macht kaputt, was euch kaputt macht auf dem Album Warum geht es mir so dreckig? (1971). Zudem existieren noch zahlreiche weitere Coverversionen aus dem Punkrock-Bereich, unter anderem von Tut das Not (Fremdwelt) und Commandantes (Lieder für die Arbeiterklasse).
In einer Instrumentalfassung ist das Einheitsfrontlied unter dem Titel Song of the United Front auf dem Jazz-Album Liberation Music Orchestra (1969) von Charlie Haden erschienen.